# Sternopriscus hansardii
Sternopriscus hansardii är en skalbaggsart som först beskrevs av Clark 1862.  Sternopriscus hansardii ingår i släktet Sternopriscus och familjen dykare. Inga underarter finns listade i Catalogue of Life.